# Jan Innocenty Petrycy
Jan Innocenty Petrycy inne formy nazwiska: Petrici, Petricius, (ur. 27 grudnia 1592 we Lwowie, zm. 31 maja 1641 w Krakowie) – polski lekarz, balneolog, pisarz medyczny, historyk i historiograf. Nauczyciel księcia Dominika Ostrogskiego.

## Życiorys
Syn Sebastiana i Anny Franc-Wenig. Wychowanek Akademii Krakowskiej, gdzie jako bakałarz sztuk wyzwolonych wykładał Topiki Cycerona. Nieco później, uzyskawszy stopień doktora filozofii, poświęcił się sztuce lekarskiej. Doktorat medycyny uzyskał w Bolonii, gdzie został też radcą tamtejszej wszechnicy. W roku 1620 został profesorem medycyny i wymowy, a na podstawie zapisu ojca mianowany został (1621) pierwszym historiografem Akademii. W 1634 był dziekanem wydziału lekarskiego. Piastował także godność rajcy miejskiego Krakowa.

## Twórczość
Napisał m.in. Historia rerum in Polonia gestarum anno 1620 (1622), Comitia Sapientum (1628) i Princeps Polonus (1633). Obok licznych prac historycznych napisał pracę O wodach w Drużbaku i Łęckowej, w której podał m.in. po raz pierwszy parametry fizyko-chemiczne wód mineralnych z rejonu Drużbaków na Spiszu oraz medyczne wytyczne ich stosowania.

### Ważniejsze dzieła
- Historia rerum in Polonia gestarum anno 1620, Kraków (1622?), drukarnia F. Cezary; wyd. następne pt. Rerum in Polonia ac praecipue belli cum Osmano Turcarum imperatore gesti finitique historia anno 1620 et 1621, Kraków 1632, drukarnia A. Piotrkowczyk; wyd. następne Kraków 1637 (Estreicher nie zna tej edycji - dostępna kopia cyfrowa)
- Palaestra oratoria sive imitatio Ciceronis, Kraków 1624, drukarnia F. Cezary
- Comitia Sapientum, Kraków 1628, drukarnia F. Cezary
- Princeps Polonus, Kraków 1633, drukarnia F. Cezary
- O wodach w Drużbaku i Łęckowej. O zażywaniu ich i pożytkach, przeciwko którym chorobom są pomocne, Kraków 1635, drukarnia A. Piotrkowczyk
- Przydatek do wód (Kraków 1635, drukarnia A. Piotrkowczyk)

### Listy i materiały
- List do wojewody krakowskiego Jakuba Sobieskiego, dat. 28 listopada 1639, rękopis Biblioteka Czartoryskich nr 1651, s. 262-263 pt. Copia listu od JM Petricego doktora med. do JM Pana woj. krak., fragm. przytacza H. Barycz "Kilka rysów i spostrzeżeń z życia i charakteru Sebastiana Petrycego", Sebastian Petrycy, uczony doby Odrodzenia, Wrocław 1957, Monografie z Dziejów Nauki i Techniki nr 3, s. 20-21 i odb.
- List od M. Sansiniusa, dat. w Rzymie w styczniu 1626, rękopis Biblioteka Jagiellońska nr 2363, s. 890
- Oświadczenie A. Cellarego o zapisie na rzecz J. I. Petrycego, dat. w Krakowie 1638, rękopis Ossolineum nr 524/II

### Utwór o autorstwie niepewnym
- Historia moschovitica, Kraków 1641, drukarnia A. Piotrkowczyk; dzieło w druku nieskończone i bez karty tytułowej; rękopis prawdopodobnie znajdował się w Bibliotece w Dzikowie; zob. Estreicher XXIV, 208; (autorstwo przypisuje się również ojcu Jana, Sebastianowi Petrycemu)